# Unia (album)
Pour les articles homonymes, voir Unia et UNIA.
Albums de Sonata Arctica
Reckoning Night
(2004) The Days Of Grays
(2009)
Unia est le cinquième album studio du groupe de power metal finlandais Sonata Arctica sorti le 25 mai 2007 sous le label Nuclear Blast Records. «Unia» signifie "rêves" en finnois.
Le rythme de l'album est globalement plus lent par rapport aux albums précécents du groupe. Cependant, on remarque que les rythmes de la batterie sont bien plus techniques, par rapport aux albums précédents ou le batteur executait des rythmes beaucoup plus simples.
Le titre Paid in Full est sorti en single le 27 avril 2007.
Le troisième titre de l'album, For the Sake of Revenge, est une référence à un album live du groupe portant le même nom.
Dans une version limitée de l'album, il y a une treizième piste. La piste bonus se trouve à la dixième place et est intitulée To Create A Warlike Feel.
C'est le dernier album auquel le guitariste Jani Liimatainen participe à l'enregistrement, puisqu'il quittera le groupe plus tard dans l'année.

## Composition
- Tony Kakko − Chant / Claviers secondaires
- Jani Liimatainen − Guitare
- Marko Paasikoski − Basse
- Henrik Klingenberg − Claviers
- Tommy Portimo − Batterie

## Liste des morceaux
1. In Black and White - 5:03
2. Paid in Full - 4:24
3. For the Sake of Revenge - 3:23
4. It Won't Fade - 5:58
5. Under Your Tree - 5:14
6. Caleb - 6:16
7. The Vice - 4:08
8. My Dream's But a Drop of Fuel for a Nightmare - 6:13
9. The Harvest - 4:18
10. To Create A Warlike Feel - 5:03
11. The Worlds Forgotten, the Words Forbidden - 2:57
12. Fly With the Black Swan - 5:08
13. Good Enough is Good Enough - 5:32